# Parque Estadual da Graciosa
O Parque Estadual da Graciosa é uma unidade de conservação localizada no município de Morretes, no Estado do Paraná. Situado na Serra do Mar, o parque foi criado em 24 de setembro de 1990 por decreto estadual visando buscar a proteção integral da biodiversidade regional, preservando as espécies de fauna e flora, bem como a Mata Atlântica, as serras e os mananciais de águas, e estimular o uso público condizente também com o Sistema Nacional de Unidades de Conservação da Natureza. 